# Lappenvoort

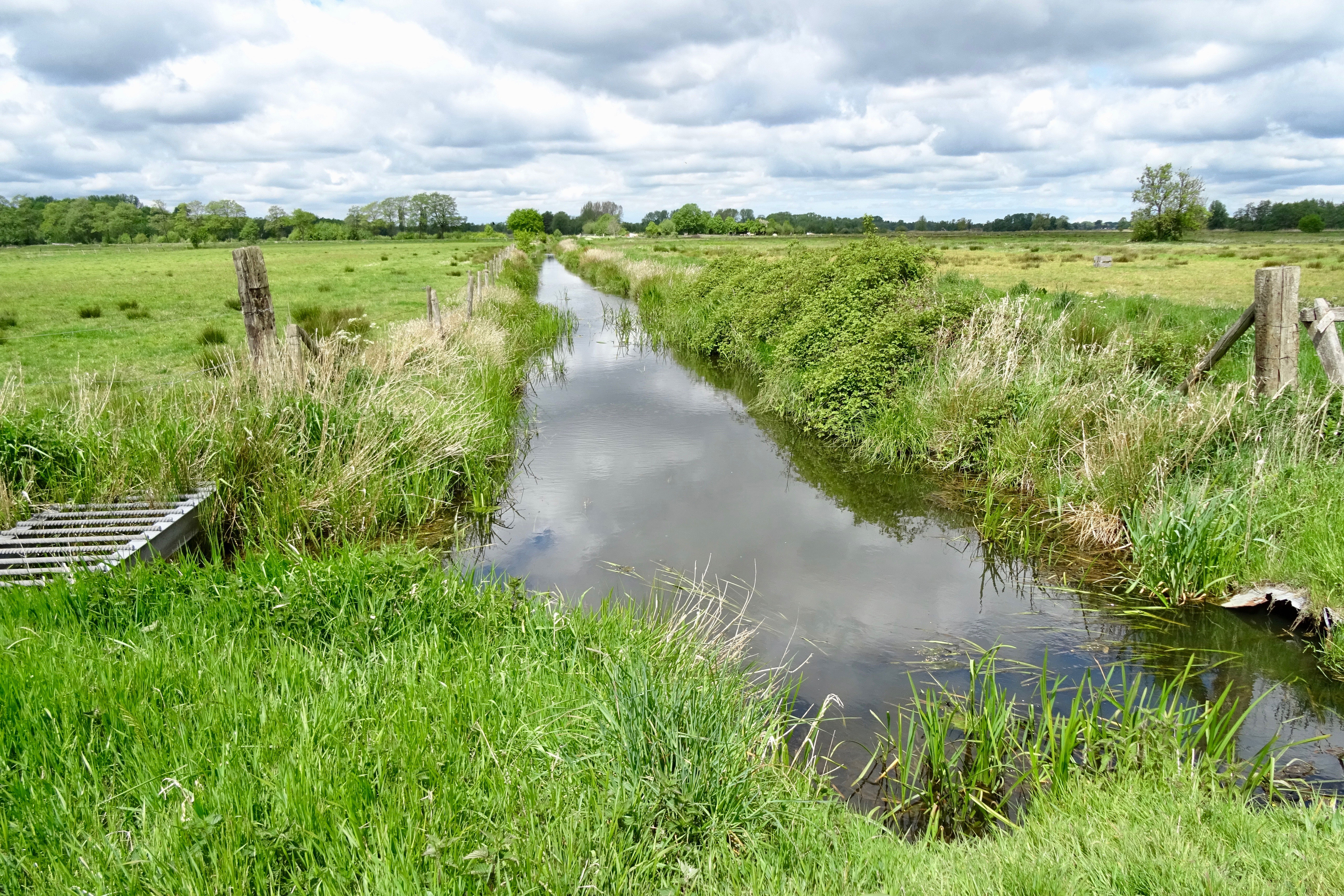
Het Nieuwe Diep (polder Lappenvoort) anno 2020

Lappenvoort is een voormalig waterschap in de Nederlandse provincie Drenthe.
Het schap lag te oosten van het Friesche Veen bij Eelde, tussen dit natuurgebied en de Drentsche Aa. De afwatering was via de Eelder Schipsloot, die in open verbinding stond met het Noord-Willemskanaal.
Tegenwoordig wordt het gebied bemalen en beheerd door het waterschap Hunze en Aa's.